# Synagoga v Jičíně

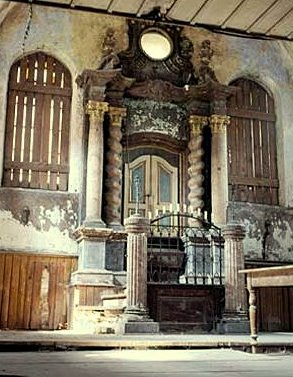
Interiér před rekonstrukcí

Jičínská synagoga spadá do druhé poloviny 18. století a je to jedna z mála poměrně dobře uchovaných židovských památek kterou můžeme nalézt v Českém ráji.
Tato stavba má několik velice zajímavých prvků. Jedním z nich je velmi čistý architektonický styl. Stavba je v plném rozsahu zdobena krásnou klasicistní výmalbou. Taky je zde dochovaný barokní aron ha-kodeš.

## Architektura
Budova je barokního původu. Jedná se o klasicistní stavbu která leží na obdélníkovém půdorysu se sedlovou střechou. Má vestavěnou galerii s vnějším krytím přístupovým schodištěm a s hlavním prostorem sklenutým třemi poli valené cihlové klenby s lunetami.

## Historie
V roce 1840 velký požár zničil několik židovských domů a i krov synagogy. Při opravě bylo vybudováno schodiště na ženskou galerii a stavba dostala nové klasicistní výmalby. Svou funkci plnila do roku 1941, kdy se zakázala židovská bohoslužba. Následně se do koncentračních táborů odvezlo víc než sto jičínských židů. V době komunistického režimu byla synagoga užívána jako sklad sušených bylin, a nakonec objekt zchátral.
Po roce 1989 přešla synagoga do majetku města Jičín. O něco později ji město prodalo soukromé osobě a v roce 2001 byla synagoga soudním rozhodnutím navrácena židovské obci v Praze.

### Synagoga po rekonstrukci

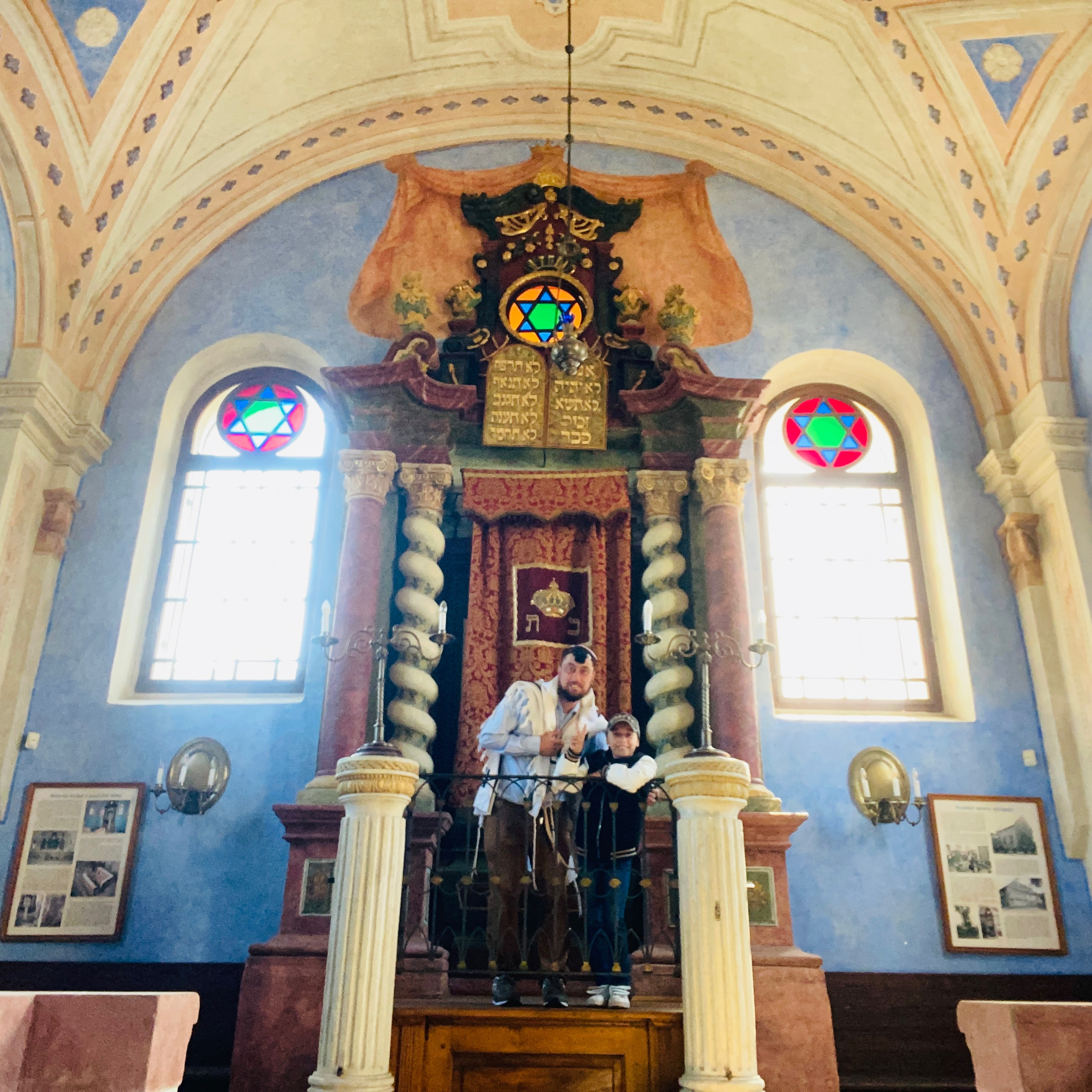
Závěr ranní bohoslužby šachris v červenci 2025.

Mezi rokem 2002 a 2008 prošla stavba kompletní rekonstrukcí. Ta zahrnovala výměnu střešní krytiny, krovů, sanaci obvodového zdiva a prasklin kleneb. Pozdně barokní synagoga s klasicistní výmalbou nyní právem patří mezi jičínské skvosty. Pro veřejnost byla slavnostně otevřena v červnu roku 2008.
První šabatová bohoslužba od konce druhé světové války se zde konala v roce 2009 péčí České unie židovské mládeže, při které byl přítomen minjan, rabín a četlo se z košer Tóry přivezené z Prahy, již se aktivně zůčastnilo cca 80, zejména mladých věřících z ČR, Slovenka, Rakouska, Maďarska a Izraele. 
Synagoga je občasně využívána k bohoslužbám zejména českými židovskými věřícími. Naposled se zde ranní bohoslužba šachris konala v červenci 2025. 